# Otto Exner
Otto Exner (14. listopadu 1924 Praha – 30. ledna 2008 Praha) byl český vědec, zakládající člen a předseda International Group for Correlation Analysis, společnosti v rámci Mezinárodní unie pro čistou a užitou chemii (anglicky International Union of Pure and Applied Chemistry, zkráceně IUPAC). Jeho hlavním zaměřením byla organická chemie a biochemie a je považován za zakladatele fyzikální organické chemie v České republice.

## Život
Otto Exner se narodil 14. listopadu roku 1924 v Praze rodičům Ludmile (rozená Holomková) a Ottu Karlu Exnerovým. Vystudoval na pražské Vysoké škole chemicko-technologické obor chemické technologie, kde získal titul Ing. O dva roky později, roku 1951, obhájil doktorát technologie. Mezi roky 1950–1953 pracoval v Ústavu pro farmacii a biochemii, pak začal pracovat na Akademii věd, nejprve v Ústavu organické chemie a biochemie, později v Polarografickém ústavu, kde pracoval 14 let. Od 50. let se věnoval určování struktury a používal fyzikální metody, spolupracoval s českými i zahraničními vědci. Mnoho ze struktur jím bylo touto metodou určeno poprvé. Jedním z jeho úspěchů je vyřešení struktur izomerních hydroxymočovin. Věnoval se také dipólovému momentu, o kterém napsal knihu: Dipole moments in organic chemistry. V roce 1961 obdržel hodnost doktora věd. 14. prosince 1957 si vzal za manželku Radmilu Brunclíkovou, se kterou měl dvě dcery, Markétu a Zuzanu.
Od 70. let se věnoval korelační analýze, o které také napsal knihu: Correlation analysis of Chemical Data. V roce 1969 byl jmenován profesorem organické chemie na Fakultě chemicko-technologické na univerzitě v Pardubicích. V roce 1973 přešel zpět do Ústavu organické chemie a biochemie AV ČR, kde pracoval až do konce svého života. Byl externím profesorem na Slovenské technické univerzitě v Bratislavě a přednášel i v jiných zemích jako Francii, Itálii a Švédsku. V roce 1982 byl zakládajícím členem a od roku 1991 předsedou International Group for Correlation Analysis, společnosti v rámci IUPAC. Zemřel v Praze 30. ledna 2008.

## Ocenění
V roce 1998 získal britské ocenění International Man of the Year. V roce 2000 byl oceněn Čestnou medailí Akademie Věd ČR. Byl oceněn i v Helsinkách a Paříži, kde působil jako profesor.

## Knihy a publikace
- Dipole moments in organic chemistry
- Correlation Analysis of Chemical Data
- V časopisech publikoval přes 360 prací, napsal dvě knihy a přes 20 knižních kapitol, jeho práce se vyskytuje v učebnici Physical Organic Chemistry v kapitolách Exnerova analýza a Platnost isokinetických vztahů.